# اندرو ساکس
اندرو ساکس (انگلیسی: Andrew Sachs؛ (۷ آوریل ۱۹۳۰ - ۲۳ نوامبر  ۲۰۱۶) یک هنرپیشه و صداپیشه بریتانیایی بود. وی در سال ۱۹۳۰ در آلمان از پدری یهودی و مادری کاتولیک زاده شده بود. در سال ۱۹۳۸ در زمانی که وی هشت ساله بود، خانواده وی برای فرار از نازی‌ها به انگلستان مهاجرت کردند. معروف‌ترین کار وی، بازی در نقش مانوئل در سریال فالتی تاورز بود که برای آن نامزد جایزه بفتا شد.
از فیلم‌ها یا برنامه‌های تلویزیونی که وی در آن نقش داشته‌است، می‌توان به کوارتت، فالتی تاورز، هیچ‌کجا در آفریقا، هیتلر: ده روز آخر، تاریخ جهان، قسمت ۱ و به سیم آخر زدن تری پرچت اشاره کرد.